# Ама (Айті)

А́ма (яп. あま市, あまし, МФА: [ama ɕi̥]?) — місто в Японії, в префектурі Айті. Розташоване в західній частині префектури.   Виникло на основі середньовічного прихрамового містечка біля монастиря Дзімокудзі. Отримало статус міста 2010 року. Площа становить 27,59 км². Станом на 1 серпня 2011 року населення складало 86 435  осіб, густота населення — 3130 осіб/км².  Основою економіки є машинобудування, комерція. Традиційні ремесла — виготовлення сіппоської кераміки.  

## Історія
Засноване 22 березня 2010 року шляхом об'єднання містечок Сіппо, Міва та Дзімокудзі повіту Ама.

## Культура
- Монастир Дзімоку — буддистський монастир секти Сінґон.

## Уродженці
- Тойотомі Хідецуґу — самурайський полководець.
- Фукусіма Масанорі — самурайський полководець.
- Хатісука Масакацу — самурайський полководець.